# Salies-de-Béarn
Salies-de-Béarn (okzitanisch Salias de Bearn) ist eine französische Gemeinde mit 4642 Einwohnern (Stand 1. Januar 2022) im Département Pyrénées-Atlantiques in der Region Nouvelle-Aquitaine. Der Ort liegt in der historischen Landschaft Béarn zwischen den Flüssen Gave de Pau im Norden und Gave d’Oloron im Süden und wird selbst vom Fluss Saleys durchquert. Salies-de-Béarn ist bekannt für sein Thermalbad, den Abbau von Salzvorkommen und den Weinbau. Die Gemeinde gehört zum Arrondissement Oloron-Sainte-Marie (bis 2016: Arrondissement Pau) und zum Kanton Orthez et Terres des Gaves et du Sel (bis 2015: Kanton Salies-de-Béarn).

## Weinbau
Der Ort gehört zum Weinbaugebiet Béarn.

## Sehenswürdigkeiten
- Musée de Sel, in einem Salzsiederhaus aus dem 17. Jahrhundert.

## Persönlichkeiten
- Jean Pierre Lanabère (1770–1812), General der Infanterie

## Weblinks

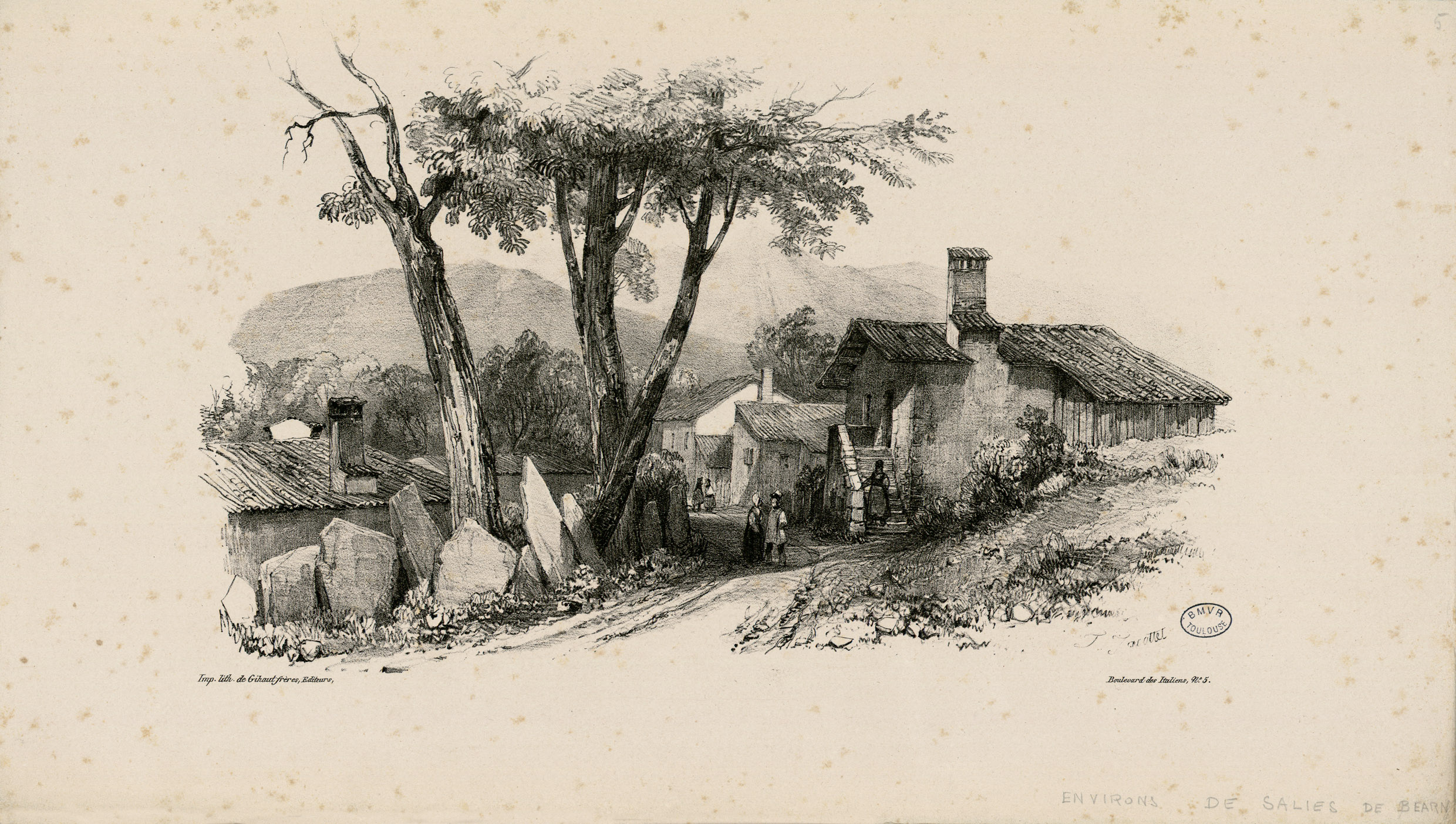
Radierung von A. Jacottet